# 三汇镇 (巴中市)
三汇镇，是中华人民共和国四川省巴中市恩阳区曾经下辖的一个镇。2019年12月，撤销玉井乡、三汇镇和义兴镇，设立雪山镇。

## 行政区划
三汇镇撤銷前下辖以下地区：
三汇溪社区、三汇村、马蹄滩村、洞子寨村、四合院村、小水河村、蹇家坪村、白岩湾村、高观村、青龙村、雪山村、马鹿岩村、长滩河村和金堂湾村。